# Pulau Panggung (Muara Kelingi)
Pulau Panggung is een bestuurslaag in het regentschap Musi Rawas van de provincie Zuid-Sumatra, Indonesië. Pulau Panggung telt 1805 inwoners (volkstelling 2010).